# Pańkowce
Pańkowce (ukr. Паньківці, Pańkiwci) – wieś na Ukrainie, w obwodzie lwowskim, w rejonie złoczowskim, w radzie osiedlowej Podkamień. W 2001 roku liczyła 86 mieszkańców. 
W II Rzeczypospolitej wieś należała początkowo do gminy wiejskiej Pańkowce. 1 sierpnia 1934 roku w ramach reformy na podstawie ustawy scaleniowej została włączona do gminy wiejskiej Podkamień w powiecie brodzkim, w województwie tarnopolskim. W 1921 roku gmina Pańkowce liczyła 489 mieszkańców (247 mężczyzn i 242 kobiety) i znajdowały się w niej 73 budynków mieszkalne. 410 osób deklarowało narodowość polską, 78 – rusińską, 1 – żydowską. 371 osób deklarowało przynależność do wyznania rzymskokatolickiego, 112 – do greckokatolickiego, 6 – do mojżeszowego.
Według danych z 2001 roku 100% mieszkańców jako język ojczysty wskazało ukraiński.
Do 2020 w rejonie brodzkim. 